# 欣费尔德
欣费尔德（德語：Hünfeld，發音：[ˈhyːnfɛlt] ⓘ）是德国黑森州卡塞尔行政区富尔达县的城市，面积119.75平方千米，2023年12月31日人口为17,130人。

## 友好城市
欣费尔德与以下城市结为友好城市：
- 法國 朗代诺（1968年）
- 德国 盖萨（1990年）
- 波蘭 普魯什庫夫（1997年）
- 德国 施泰因贝格